# エピトープ
エピトープ（英: epitope）は、抗原決定基（英: antigenic determinant）とも呼ばれ、免疫系、特に抗体、B細胞、T細胞によって認識される抗原の一部である。抗体は、病原微生物や高分子物質などの抗原と結合する際、その全体を認識するわけではなく、抗原の比較的小さな特定の部分のみを認識して結合する。この抗体結合部位を抗原のエピトープと呼ぶ。エピトープは抗原性のための最小単位である。 特定抗原の侵入により生成された抗体は，その抗原と同一あるいは類似のエピトープを持つものとしか反応しない。通常、複数のエピトープが1つの抗原に含まれている。エピトープに結合する抗体の部分はパラトープ（英: paratope）と呼ばれる。エピトープは通常、非自己タンパク質であるが、（自己免疫疾患のように）認識できる宿主由来のゲノム配列もエピトープである。
タンパク質抗原のエピトープは、その構造やパラトープとの相互作用によって、配座エピトープと線状エピトープの2つに分類される。配座エピトープと線状エピトープは、そのエピトープが採る三次元立体配座（関与するエピトープ残基の表面の特徴と、抗原の他のセグメントの形状または三次構造によって決定される）に基づいてパラトープと相互作用する。配座エピトープは、不連続なアミノ酸残基の相互作用によって決まる三次元的立体配座によって形成される。対照的に、線状エピトープは、連続したアミノ酸残基の相互作用によって決まる三次元的立体配座によって形成される。したがって線状エピトープは、関与するアミノ酸の一次構造だけで決まるわけではない。そのようなアミノ酸残基に隣接する残基や、抗原のより遠くにあるアミノ酸残基は、一次構造残基がエピトープの三次元立体配座をとる能力に影響を与える。立体構造的なエピトープの割合は不明である。

## 機能

### T細胞エピトープ
T細胞エピトープは、T細胞受容体に結合する抗原部分である。T細胞エピトープは、抗原提示細胞の表面に提示され、これは主要組織適合性複合体（MHC）分子と結合している。ヒトの場合、プロフェッショナルな抗原提示細胞は、MHCクラスIIのペプチドを提示するように特化されているが、ほとんどの有核体細胞はMHCクラスIのペプチドを提示する。MHCクラスI分子が提示するT細胞エピトープは、典型的には8～11アミノ酸長のペプチドであるが、MHCクラスII分子は13～17アミノ酸長さのより長いペプチドを提示し、また非古典的MHC分子は糖脂質などの非ペプチド性エピトープも提示する。

### B細胞エピトープ
免疫グロブリンや抗体が結合する抗原の部分をB細胞エピトープと呼ぶ。T細胞エピトープと同様に、B細胞エピトープも配座と線状の2つのグループに分けられる。B細胞エピトープは主に配座である。四次構造を考慮すると、さらにエピトープの種類が増える。タンパク質サブユニットが凝集することでマスクされるエピトープはクリプトトープと呼ばれる。ネオトープとは、特定の四次構造にあるときにのみ認識されるエピトープで、エピトープの残基は複数のタンパク質サブユニットにまたがることがある。ネオトープは、サブユニットが解離すると認識されなくなる。

### 交差活性
エピトープは時に交差反応を起こす。この性質を利用して、免疫系は抗イディオタイプ抗体による制御を行っている（ノーベル賞受賞者のニールス・イェルネによって最初に提唱された）。ある抗体が抗原のエピトープに結合すると、そのパラトープが別の抗体のエピトープになり、別の抗体がそのエピトープに結合する可能性がある。この二次抗体がIgMクラスのものであれば、その結合によって免疫応答がアップレギュレートする可能性があり、二次抗体がIgGクラスであれば、その結合は免疫応答をダウンレギュレートする可能性がある。

## エピトープマッピング
エピトープマッピングは、抗体が標的抗原（通常はタンパク質）に結合する部位（エピトープ）を実験的に特定するプロセスである。抗体の結合部位を特定し、その特性を明らかにすることは、新しい治療薬、ワクチン、診断法の発見と開発に役立つ。またエピトープの特徴を明らかにすることで、抗体の結合メカニズムを解明し、知的財産権（特許）の保護を強化することができる。

### T細胞エピトープマッピング
MHCクラスIおよびIIのエピトープは、計算手段だけで確実に予測することができるが、すべてのin-silico T細胞エピトープ予測アルゴリズムの精度が同等であるとは限らない。ペプチド-MHC結合を予測する方法には、大きく分けてデータ駆動型と構造ベースの2種類がある。構造ベースの手法は、ペプチド-MHC構造をモデル化するもので、膨大な計算能力を必要とする。データ駆動型の手法は、構造ベースの手法よりも高い予測性能を持っている。データ駆動型の手法は、MHC分子に結合するペプチド配列に基づいて、ペプチド-MHC結合を予測する。科学者は、T細胞エピトープを特定することで、T細胞を追跡し、表現型を捉え、刺激することができる。

### B細胞エピトープマッピング
エピトープマッピングには大きく分けて、構造研究と機能研究の2つの方法がある。エピトープを構造的にマッピングする方法としては、X線結晶構造解析、核磁気共鳴、電子顕微鏡などがある。Ag-Ab複合体のX線結晶構造解析は、エピトープを構造的にマッピングする正確な方法と考えられている。核磁気共鳴を利用して、Ag-Ab複合体に関するデータを利用してエピトープをマッピングすることができる。この方法は結晶化を必要としないが、小さなペプチドやタンパク質にしか使えない。電子顕微鏡は、ウイルス粒子のような大きな抗原のエピトープを局在化させることができる低解像度の方法である。
エピトープを機能的にマッピングする方法は、ウエスタンブロット、ドットブロット、および/またはELISAなどの結合アッセイを用いて、抗体の結合を決定することがよくある。競合法では、2つのモノクローナル抗体（mAB）が同時に抗原に結合できるかどうか、あるいは同じ部位に結合するために互いに競合するかどうかを調べることを目的としている。もう一つの手法は、構造的に複雑なタンパク質上の配座エピトープを迅速にマッピングするために開発されたエピトープ・マッピング戦略であるハイスループット突然変異誘発法である。突然変異誘発法では、エピトープをマッピングするために、個々の残基にランダム/部位特異的な指向の変異を加える。B細胞エピトープマッピングは、抗体療法、ペプチドベースのワクチン、および免疫診断ツールの開発に利用できる。

## エピトープタグ
エピトープは、プロテオミクスや他の遺伝子産物の研究によく使われる。組換えDNA技術を用いて、一般的な抗体で認識されるエピトープをコードする遺伝子配列を遺伝子に融合させることができる。合成後に得られたエピトープタグにより、抗体はタンパク質や他の遺伝子産物を見つけることができ、局在化、精製、さらに分子特性を調べるための実験技術を可能にする。この目的のために使用される一般的なエピトープは、Myc-tag, HA-tag, FLAGタグ, GSTタグ, 6xHis, V5-tag, OLLASである。また、ペプチドには、ペプチドと共有結合を形成するタンパク質が結合し、不可逆的な固定化を可能にする。これらの戦略は、「エピトープに焦点を当てた」ワクチン設計の開発にもうまく適用されている。

## エピトープベースのワクチン
最初のエピトープベースのワクチンは、1985年にJacobらによって開発された。エピトープベースのワクチンは、単離されたB細胞またはT細胞エピトープを用いて体液性および細胞性免疫応答を刺激する。これらのワクチンは、複数のエピトープを使用してその有効性を高めることができる。ワクチンに使用するエピトープを見つけるために、in silicoマッピングがよく使われる。候補となるエピトープが見つかると、そのコンストラクト（構築物）が設計され、ワクチン効率性が検証される。エピトープベースのワクチンは一般的に安全であるが、考えられる副作用の1つはサイトカインストームである。  

## 新生抗原決定基
新生抗原決定基（neoantigenic determinant）は、新生抗原（これまで免疫系に認識されていなかった新たに形成された抗原）上のエピトープである。新生抗原は、しばしば腫瘍抗原と関連していて、発がん性細胞の中に見られる。タンパク質がグリコシル化、リン酸化、またはタンパク質分解などの生化学的経路内でさらに修飾されると、新生抗原、ひいては新生抗原決定基が形成される可能性がある。これは、タンパク質の構造を変えることにより新たなエピトープを生み出すことができ、このエピトープが新たな抗原決定基を生むことから、新生抗原決定基と呼ばれている。認識には個別の特異的な抗体が必要である。

### エピトープ予測法
- Rubinstein ND, Mayrose I, Martz E, Pupko T (September 2009). “Epitopia: a web-server for predicting B-cell epitopes”. BMC Bioinformatics 10:  287. doi:10.1186/1471-2105-10-287. PMC 2751785. PMID 19751513.
- Rubinstein ND, Mayrose I, Pupko T (February 2009). “A machine-learning approach for predicting B-cell epitopes”. Molecular Immunology 46 (5):  840–7. doi:10.1016/j.molimm.2008.09.009. PMID 18947876.
- Saravanan V, Gautham N (October 2015). “Harnessing Computational Biology for Exact Linear B-Cell Epitope Prediction: A Novel Amino Acid Composition-Based Feature Descriptor”. Omics 19 (10):  648–58. doi:10.1089/omi.2015.0095. PMID 26406767.
- Singh H, Ansari HR, Raghava GP (2013). “Improved method for linear B-cell epitope prediction using antigen's primary sequence”. PLOS ONE 8 (5):  e62216. Bibcode: 2013PLoSO...862216S. doi:10.1371/journal.pone.0062216. PMC 3646881. PMID 23667458.

### エピトープデータベース
- MHCBN: A database of MHC/TAP binder and T-cell epitopes
- Bcipep: A database of B-cell epitopes
- SYFPEITHI – First online database of T cell epitopes
- IEDB –  Database of T and B cell epitopes with annotation of recognition context – NIH funded
- ANTIJEN – T and B cell epitope database at the Jenner institute, UK
- IMGT/3Dstructure-DB – Three-dimensional structures of B and T cell epitopes with annotation of IG and TR – IMGT, Montpellier, France
- SEDB: A Structural Epitope Database – Pondicheery University, DIT funded
- Epitopes - MeSH・アメリカ国立医学図書館・生命科学用語シソーラス（英語）